# Ramin Karimloo
Ramin Karimloo (persan : رامین کریملو), né le 19 septembre 1978, est un acteur et chanteur iranien-canadien. Il est connu pour ses nombreux rôles dans des comédies musicales du West End dont Le Fantôme de l'Opéra, Les Misérables.

## Biographie
Ramin Karimloo est né à Téhéran, en Iran. Il grandit cependant au Canada et étudie à la Alexander Mackenzie High School. Il abandonne l'école à 18 ans, et commence sa carrière d'interprète dans des groupes de rock, des croisières, et divers projets de théâtre avant de commencer à jouer dans des compagnies de théâtre pour Airtours et P&O Cruises.
Après avoir déménagé en Angleterre, il obtient son premier rôle à Chatham, dans lequel il joue le rôle-titre. Par la suite, en 2001, il se joint à la tournée nationale britannique de The Pirates of Penzance.
En 2002, il rejoint la tournée nationale de la comédie musicale Sunset Boulevard, jouant le rôle d'Artie Green et la doublure du personnage de Joe Gillis. En 2003, il prend le rôle de Raoul dans Le Fantôme de l'Opéra. Durant la même période, Ramin fait une apparition dans deux concerts des Misérables (dans le rôle de Marius), et une dans Jesus Christ Superstar (dans le rôle de Simon Zealotes). En 2004, Ramin revient aux Misérables, prenant cette fois-ci le rôle d'Enjolras. En décembre de cette année, il participe à un concert donné au château de Windsor, en l'honneur du président de la république française Jacques Chirac. 
En juin 2005, Ramin joint la tournée nationale anglaise de la production de Miss Saigon, jouant le rôle de Christopher Scott. Il apparaît en septembre 2007 dans la production West End du Fantôme de l'Opéra, cette fois dans le rôle du Fantôme.
Du 29 novembre 2011 au 31 mars 2012, Ramin retourne aux Misérables, pour jouer le rôle principal de Jean Valjean au Queen's Theatre de Londres, pour lequel il remporte le Theatregoers Choice Award 2013. 
Ramin Karimloo sort un album solo chez Sony Music Entertainment le 9 avril 2012 au Royaume-Uni. L'album sort également au Canada en août 2012. 
Il reprend ensuite le rôle de Jean Valjean dans la production canadienne des Misérables à partir de septembre 2013 puis fait ses débuts à Broadway dans ce même rôle à partir de 2014,. Il est nommé aux Tony Awards. En avril 2016, il joue le rôle de Che Guevara dans la production de Vancouver Evita.

## Spectacles

### Comédies musicales
- Sunset Boulevard (dans le rôle d'Artie Green et Joe Gillis), 2002, UK National Tour
- Les Misérables (dans le rôle de Feuilly, Marius et Enjolras), 2002, Londres
- The Phantom of the Opera (dans le rôle de Raoul, Vicomte de Chagny), 2003, Londres
- Les Misérables (dans le rôle d'Enjolras), 2004, Londres
- Miss Saigon (dans le rôle de Christopher Scott), 2005, UK National Tour
- The Phantom of the Opera (dans le rôle du Fantôme), 2007, Londres
- Love Never Dies (dans le rôle du Fantôme), 2010, Londres
- Les Miserables 25th Anniversary Concert (dans le rôle d'Enjolras), 2010,Londres
- The Phantom Of The Opera 25th Anniversary (dans le rôle du Fantôme), 2011, Londres
- Les Misérables (dans le rôle de Jean Valjean), 2012, Londres
- Les Misérables (dans le rôle de Jean Valjean), 2013, Toronto
- Les Misérables (dans le rôle de Jean Valjean), 2014, Broadway
- The Secret Garden 25th Anniversary Concert (dans le rôle d'Archibald Craven), 2016, Broadway
- Evita (dans le rôle de Che Guevara), 2016, Vancouver
- Murder Ballad (dans le rôle de Tom), 2016, Londres
- Anastasia (dans le rôle de Gleb), 2017, Broadway
- Chess (dans le rôle d'Anatoly Sergievsky), 2018, Washington D.C.
- The Phantom of the Opera (dans le rôle du Fantôme), 2018, Seoul
- Evita (dans le rôle de Che Guevara), 2018, Tokyo
- Les Misérables (dans le rôle de Jean Valjean), 2018, Guernesey
- The Clockmaker's Daughter (dans le rôle de Abraham), 2019, Londres
- Doctor Zhivago (dans le rôle de Yurii Zhivago), 2019, West End
- Jesus Christ Superstar (dans le rôle de Judas Iscariot), 2019, Tokyo
- Chess (dans le rôle de Anatoly Sergievsky), 2020, Tokyo et Osaka
- Jesus Christ Superstar (dans le rôle de Judas Iscariot), 2021, Tokyo
- Rumi: The Musical (dans le rôle de Shams), 2021, West End
- Sunset Boulevard (dans le rôle de Joe Gillis) 2021, Londres
- Camelot (dans le rôle du Roi Arthur), 2022, West End
- Funny Girl (dans le rôle de Nick Arnstein), 2022-2023, Broadway
- The Last Match: A Pro-Wrestling Rock Musical (dans le rôle de Ben Vengeance), 2022-2023, Jersey City
- Chess (dans le rôle de Anatoly Sergievsky), 2022, Broadway
- Doctor Zhivago (dans le rôle de Yurii Zhivago), 2023, West End

### Opérettes
- The Pirates of Penzance (dans le rôle du Roi Pirate), 2001, UK National Tour
- The Pirates of Penzance (dans le rôle du Roi Pirate), 2022, Broadway

## Discographie
| Titre                        | Détails                                                                              | Meilleure position |
| Titre                        | Détails                                                                              | UK                 |
| ---------------------------- | ------------------------------------------------------------------------------------ | ------------------ |
| Ramin                        | - Sortie : 9 avril 2012 - Label: Sony Music - Formats: CD, téléchargement            | 16                 |
| The road to find out : East  | - Sortie : 7 avril 2014 - Label: Big Hand Recordings - Formats: CD, téléchargement   |                    |
| The road to find out : South | - Sortie : 8 juillet 2016 - Label: Big Hand Recordings - Formats: CD, téléchargement |                    |

## Récompenses et nominations
| Cérémonie                                                | Spectacle       | Catégories                                        | Résultats  |
| -------------------------------------------------------- | --------------- | ------------------------------------------------- | ---------- |
| 2010 Broadwayworld.com awards                            | Love Never Dies | Best Actor                                        | Lauréat    |
| 2011 Viewers' Choice Theatre Awards sur Whatsonstage.com | Love Never Dies | Best Actor                                        | Nomination |
| 2011 Laurence Olivier Award                              | Love Never Dies | Best Actor in a Musical                           | Nomination |
| 2011 Theatregoers' Choice Award                          | Love Never Dies | Best Actor in a Musical                           | Lauréat    |
| 2013 Theatregoers' Choice Award                          | Les Misérables  | Best Takeover in a role                           | Lauréat    |
| 2014 Drama League Award                                  | Les Misérables  | Distinguished Performance                         | Nomination |
| 2014 Tony Award                                          | Les Misérables  | Best Performance by an Leading Actor in a Musical | Nomination |
| 2014 Theatre World Award                                 | Les Misérables  |                                                   | Lauréat    |
| 2014 Dora Award                                          | Les Misérables  | Outstanding Male Performance in a Musical         | Lauréat    |